# Henri de Baillet-Latour
Henri de Baillet-Latour (Brussel·les, Bèlgica 1876 - Brussel·les, 1942) fou un aristòcrata belga, que va esdevenir el 3r President del Comitè Olímpic Internacional.

## Biografia
Va néixer l'1 de març de 1876 a la ciutat de Brussel·les, capital de Bèlgica, en una família d'arrels aristocràtiques, aconseguint el títol de comte.
Va morir el 6 de gener de 1942 a la seva residència de Brussel·les.

## Moviment olímpic
Baillet-Latour va esdevenir membre del Comitè Olímpic Internacional l'any 1903 i fou un dels fundadors del Comitè Olímpic de Bèlgica l'any 1906.
L'any 1919 fou nomenat president del comitè organitzador dels Jocs Olímpics d'Estiu de 1920 celebrats a Anvers (Bèlgica), que foren tot un èxit tot i el poc temps que tingueren per organitzar-los just després de finalitzar la Primera Guerra Mundial.
L'any 1925 fou nomenat president del Comitè Olímpic Internacional un cop Pierre de Coubertin fou va esdevenir President Honorari, sent el president el COI durant la celebració dels Jocs Olímpics d'Estiu de 1936 celebrats a Berlín durant l'Alemanya Nazi. Finalitzà el seu mandat l'any 1942 a la seva mort, sent substituït pel suec Sigfrid Edström.